# Pleumartin
Pleumartin är en kommun i departementet Vienne i regionen Nouvelle-Aquitaine i västra Frankrike. Kommunen ligger i kantonen Pleumartin som tillhör arrondissementet Châtellerault. År 2022 hade Pleumartin 1 208 invånare.

## Befolkningsutveckling
Antalet invånare i kommunen Pleumartin
| Referens: INSEE |